# Rue de Stalingrad (Nanterre)
Pour les articles homonymes, voir Rue de Stalingrad.
La rue de Stalingrad est une voie publique de la commune de Nanterre, dans le département français des Hauts-de-Seine.

## Situation et accès

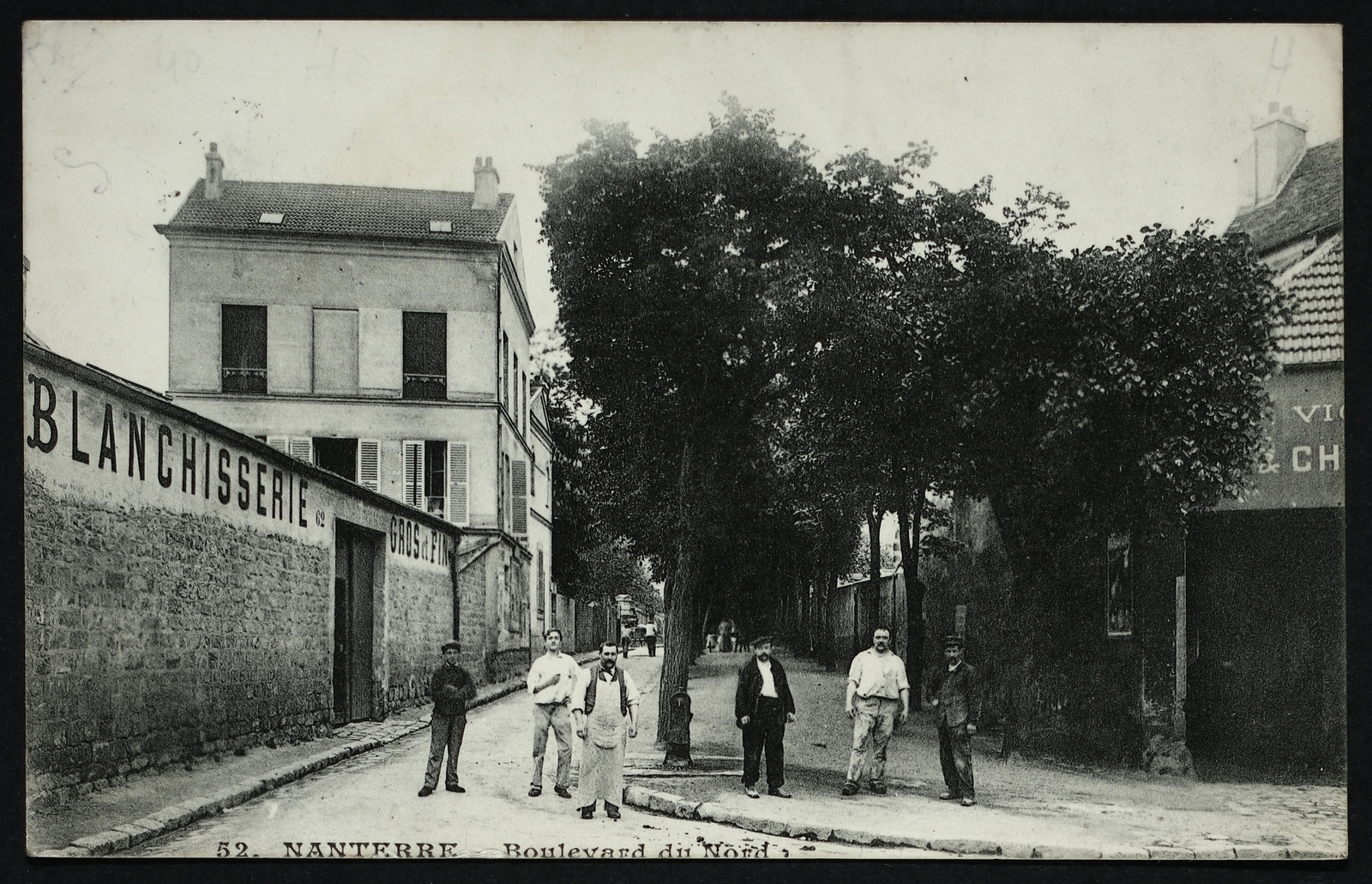
Boulevard du Nord, aujourd'hui rue de Stalingrad, début du XXe siècle.

Cette rue commence avenue Henri-Martin, au-dessus du Tunnel de Nanterre-La Défense. Il croise le boulevard du Couchant, puis la rue Maurice-Thorez, passe l'extrémité nord de la rue des Anciennes-Mairies, et se termine place Jean-Baptiste-Plainchamp, anciennement place Saint-Denis.
Sa desserte ferroviaire est assurée par la gare de Nanterre-Ville

## Origine du nom
Le nom de cette rue fait mémoire de la bataille de Stalingrad qui se déroula entre 1942 et 1943.

## Historique

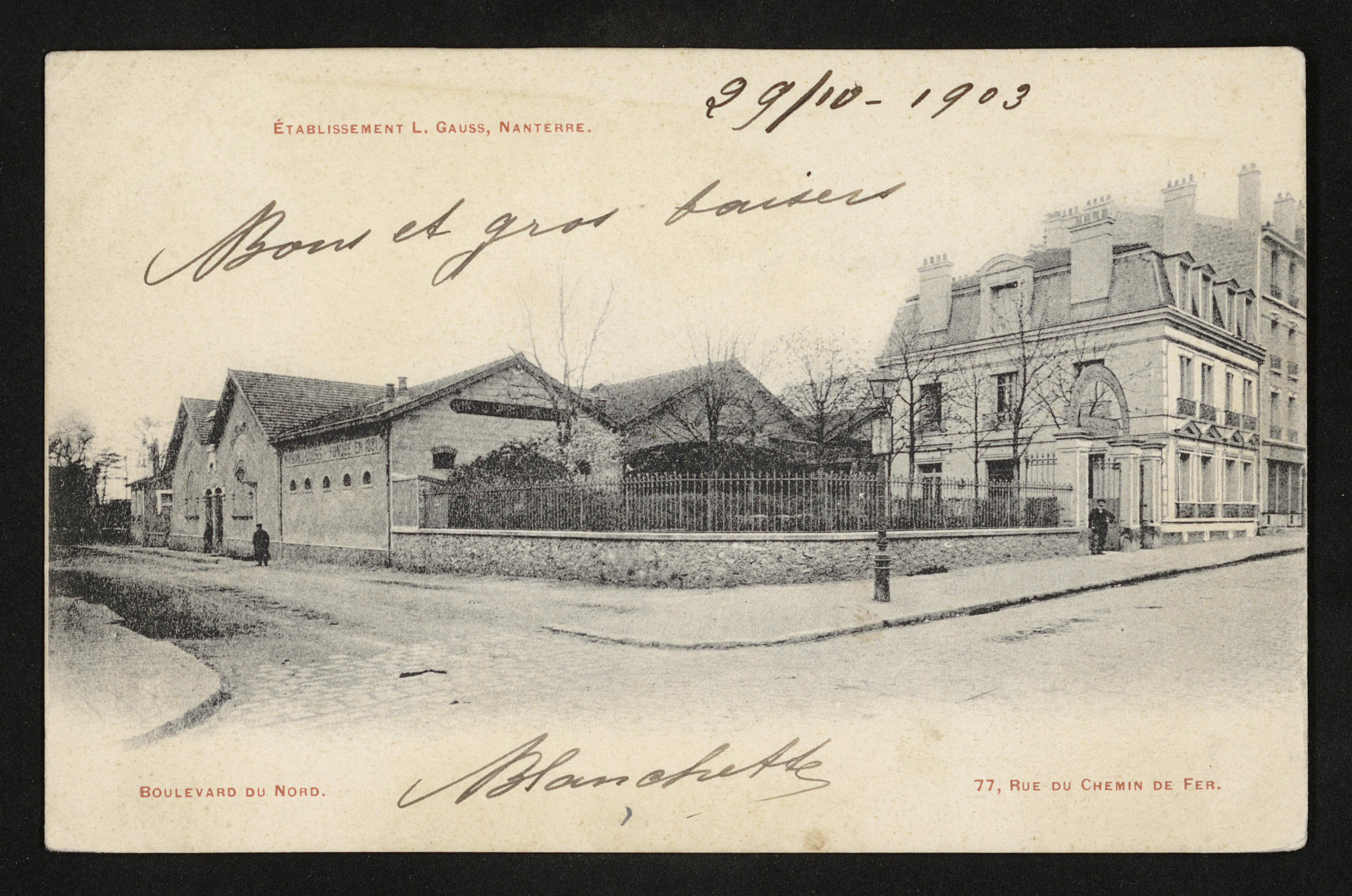
Établissement Louis Gauss, au croisement de la rue du Chemin-de-Fer, aujourd'hui rue Maurice-Thorez.

Comme le boulevard du Sud-Est, cette rue fait partie des voies de communication tracées sur les remparts du XVIe siècle.
En août 1944, Louis Meunier qui demeurait dans cette rue, y fut abattu contre le mur de la caserne des pompiers,. L'avenue Louis-Meunier lui rend hommage.

## Bâtiments remarquables et lieux de mémoire

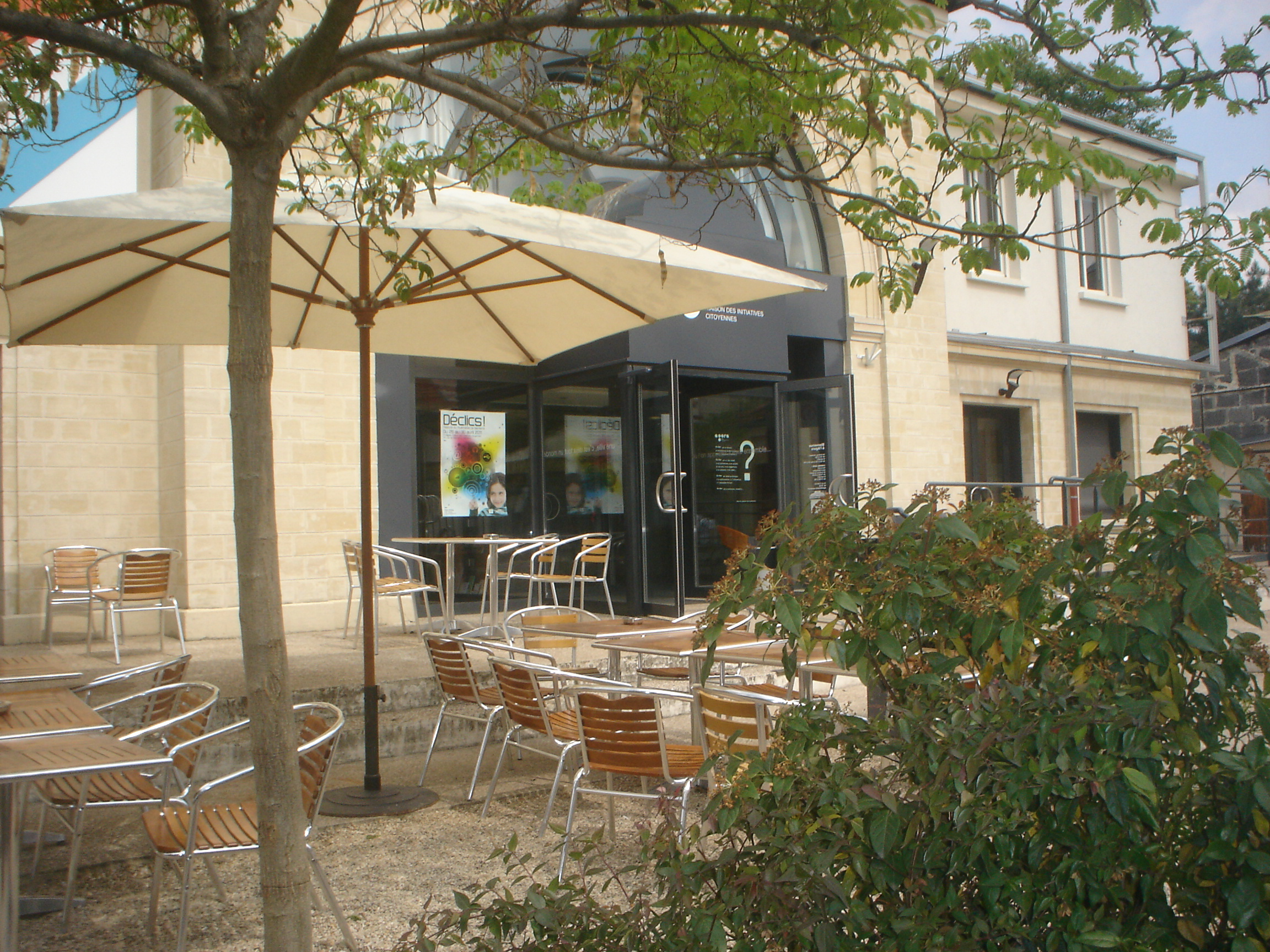
Nanterre - Agora, avril 2011.

- Au no 20, ancienne caserne de pompiers, créée à cet endroit en février 1940[5] dans une salle de gymnastique. C'est aujourd'hui l'Agora, maison des initiatives citoyennes[6].